# 2018. decemberi kormányellenes tüntetéssorozat Magyarországon

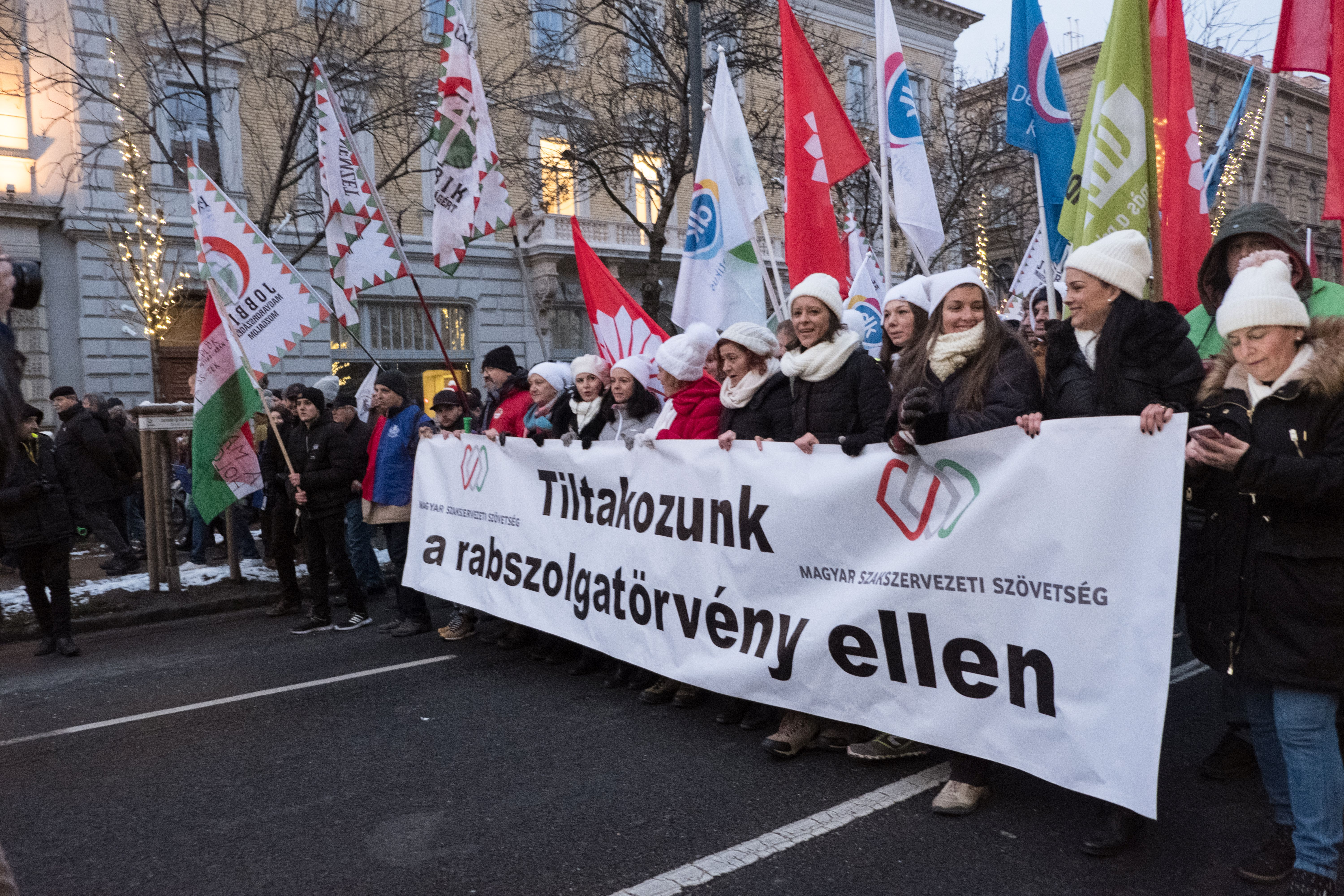
Tiltakozás a túlóratörvény ellen 2018. december 16-án Budapesten, az előtérben ellenzéki politikusnőkkel

A 2018. decemberi kormányellenes tüntetéssorozat a negyedik Orbán-kormány intézkedései ellen kialakult politikai jellegű megmozdulás, melynek közvetlen előzménye a túlóratörvény benyújtása, valamint a 2018. december 12-i botrányos országgyűlési ülésnap volt. Ezen a napon az Országgyűlésben a Jobbik, az MSZP, az LMP, a DK és a Párbeszéd képviselői a törvényhozást sípolással, kiabálással, papírszórással és az elnöki pulpitusra való feljutás megakadályozásával zavarták meg, hogy ezzel akadályozzák a szavazást. Az ellenzéki képviselők tiltakozása ellenére az Orbán-kormány képviselői több vitatott törvényjavaslatot is elfogadtak, köztük az ellenzék által „rabszolgatörvény”-nek nevezett munkatörvénykönyv-módosítást, a közigazgatási bíróságok felállítására vonatkozó törvényjavaslatot, illetve a földforgalmi törvény módosítását. December 20-án a köztársasági elnök aláírta a munka törvénykönyvének módosítását, és elrendelte a 2018. évi CXVI. törvény kihirdetését.
A parlamenti botrányt követően a vitatott törvénytervezetek ellen tiltakozó tömeg gyűlt a Kossuth térre, és az ezt követő napokban több szervezett és spontán ellenzéki és kormánykritikus megmozdulás is alakult. Ezek közül is kiemelkedő jelentőségű a 16-i, Tárkányi Péter által szervezett tüntetés, melyhez szakszervezetek és ellenzéki pártok is csatlakoztak. A meghirdetett program után a tömeg egy része az MTVA székháza elé vonult.
Később Hadházy Ákost és Szél Bernadettet erőszakkal távolították el az épületből a biztonságiak.
Az eseményekkel kapcsolatos híreket több nemzetközi folyóirat címlapján közölte.

## Előzményei

### A vitatott törvények

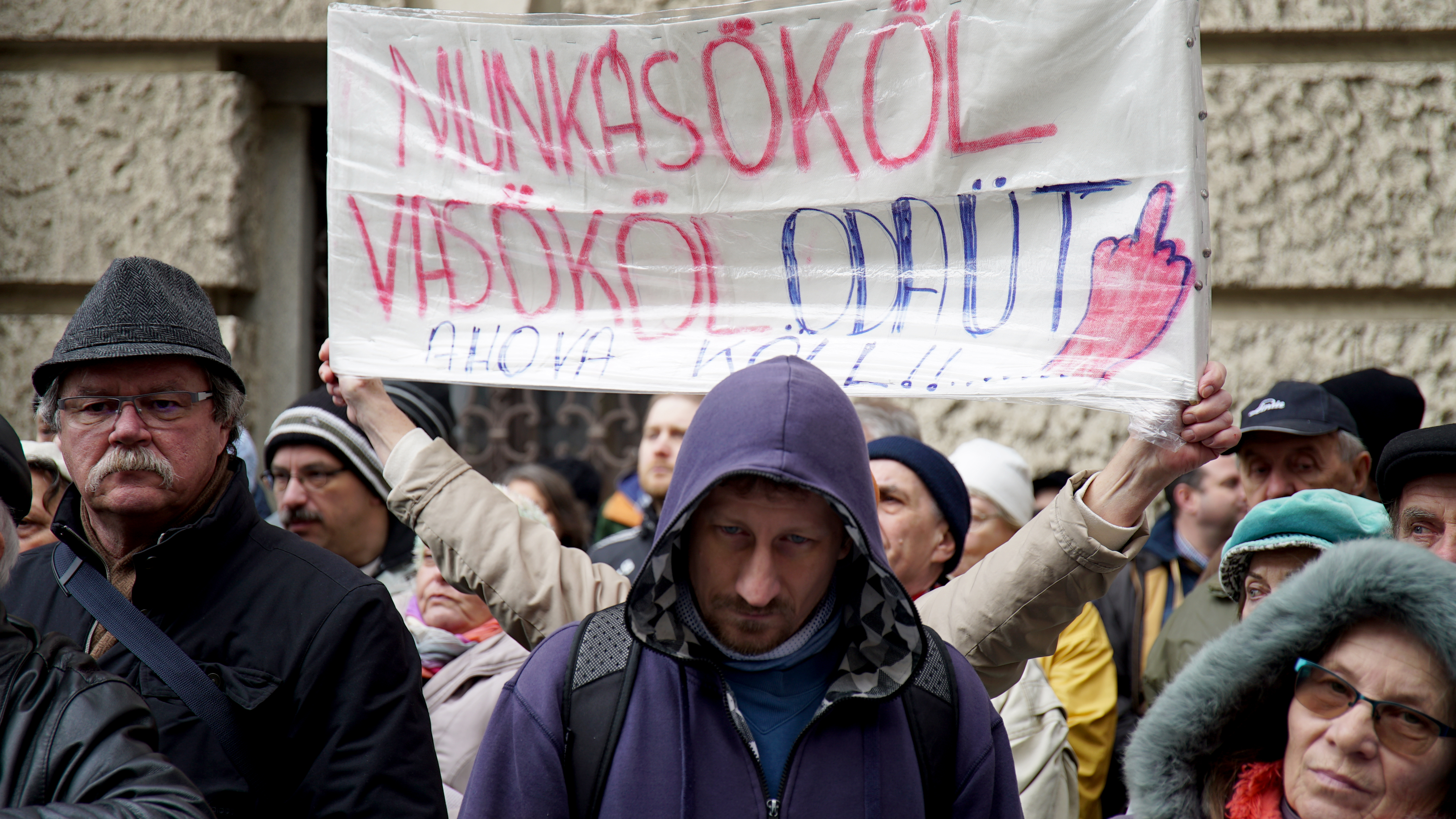
Budapesti tüntetők egy szakszervezeti tüntetésen 2018. december 8-án

2018. november 6-án Semjén Zsolt miniszter benyújtotta a közigazgatási bíróságokról szóló törvényjavaslatot.
2018. november 20-án a Fidesz két képviselője, Szatmáry Kristóf és Kósa Lajos egyéni képviselői indítványt nyújtott be a munka törvénykönyvének módosítására. A törvénymódosítást egyes szakszervezeti tömörülések (köztük a Magyar Szakszervezeti Szövetség) elfogadhatatlannak találták. A módosítást az ellenzéki sajtó azért is bírálta, mert szerintük a társadalmi egyeztetés elkerülése végett adták azt be egyéni képviselői indítványként, és nem kormányjavaslatként.
A november 27-i vitanapon ellenzéki képviselők éjszakába nyúló vitát kezdeményeztek a törvénytervezetről, azonban az ülést levezető Lezsák Sándor többüktől is megvonta a szót az ismétlések miatt.
November 28-án a szakszervezeti vezetők Kósa Lajos országgyűlési képviselővel először tárgyaltak a törvénymódosításról. Ekkor olyan változtatásról esett szó, amely szerint az elrendelhető rendkívüli munkavégzés maximum 250 óra, és kizárólag kollektív szerződés szerint lehetne az éves óraszám emelésről megállapodni. December 3-án újabb tárgyalás volt, azonban érdemi változás nem történt. A szakszervezetek december 8-ára tüntetést hirdettek.
A megszavazott munkatörvénykönyv-módosítást Kövér László házelnök 2018. december 17-én küldte tovább aláírásra Áder János köztársasági elnöknek, aki a közigazgatási bíróságokra vonatkozó törvényt december 19-én, a munkatörvénykönyv-módosítást december 20-án írta alá.

### A december 12-i országgyűlési botrány
A 2018. december 10-i ülésnapon az ellenzéki pártok frakciói parlamenti obstrukcióval igyekeztek a vitát elhúzni, hogy a túlóratörvény megszavazását akadályozzák. Ezért több mint 2900 módosító indítványt nyújtottak be, melyekről egyesével kellett volna az Országgyűlésnek szavaznia. Az obstrukcióról tartott ellenzéki sajtótájékoztató után azonban döntést hoztak az Igazságügyi Bizottságban, hogy a benyújtott indítványokról egyben is lehet majd szavazni.
2018. december 12-én három fontos törvényjavaslatról is szólt az ülésnap. Ezen a napon szavaztak az alábbi javaslatokról:
- A munka törvénykönyve módosítása;
- a közigazgatási bíróságok rendjének módosítása;
- javaslat a külhoni magyarok részvételéről az EP-választáson.

A fenti törvények szavazása előtt az MSZP, a DK és a Párbeszéd képviselői elfoglalták az elnöki pulpitust, hogy a levezető elnök ne foglalhassa el a helyét, és ne nyithassa meg az ülést. A pulpitus elfoglalásában a Jobbik és az LMP nem vett részt, de a Jobbik egy tiltakozást kifejező molinó kifüggesztésével, az LMP pedig karzatról papírok szórásával tiltakozott. Közben ellenzéki képviselők léptek Orbán Viktorhoz, hogy élő felvétel készítése mellett kérdőre vonják a vitatott törvényekről.
Bár a képviselők egy részének szavazókártyája nem volt bedugva, és az elnök nem volt a pulpituson, a kormány képviselői elindították a szavazást, és 130 igennel, 52 nem ellenében, 1 tartózkodás mellett elfogadták a túlóratörvényt. Ügyrendi okokra hivatkozva az ellenzéki képviselők szabálytalannak nevezték a szavazásokat, az ülésnap befejezése után azonban az Országgyűlés Hivatala közleményt adott ki, melyben törvényesnek nevezte azokat.

## Tüntetések

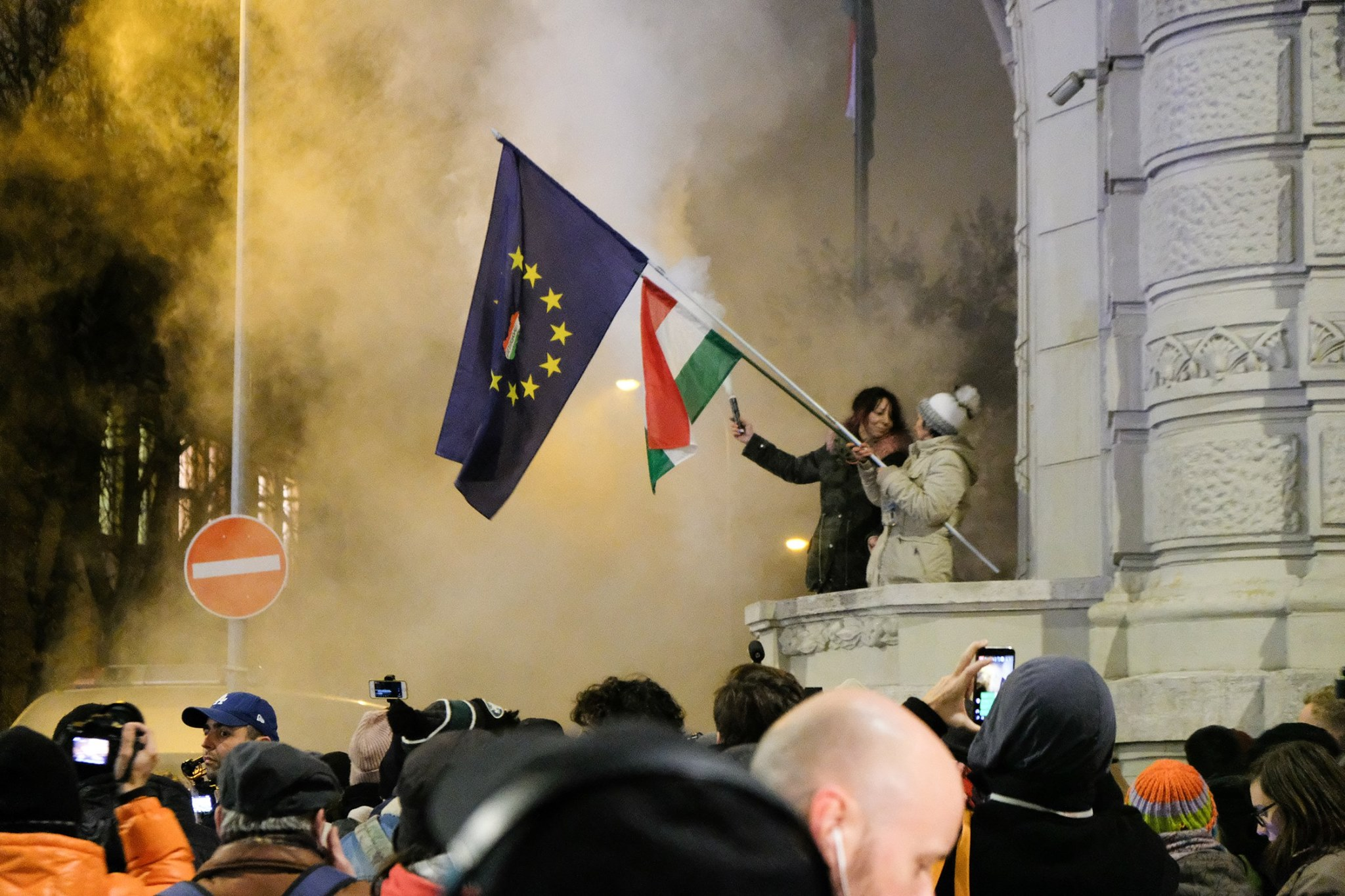
Túlóratörvény elleni tüntetés 2018. december 12-én a Fidesz-székháznál

### Az ülésnap utáni spontán tüntetés
12-én este az országgyűlési botrány hírére, illetve amiatt, hogy az Országgyűlés Hivatala szabályosnak nyilvánította a törvények megszavazását, többezres tömeg gyűlt össze a Kossuth téren. A fő követelés a törvények visszavonása volt, de kormányellenes jelszavak is elhangzottak.
A sajtóbeszámolók kiemelik, hogy a tüntetők és a rendőrök is erőszakosabban léptek fel, mint az elmúlt évek korábbi kormányellenes tüntetésein.

### Későbbi bejelentett tüntetések
A 12-i spontán tüntetés ébrentartására több kisebb-nagyobb megmozdulás alakult országszerte, de elsősorban a fővárosban szerveztek nagy létszámú tüntetéseket.
December 13-án túlóratörvény elleni tüntetést tartottak, amelyen az oktatás és a bíróságok függetlenségét is követelték. A tömeg a Kossuth térről a Lánchídon és a Margit hídon át egy nagy kört tett meg. A jellemzően békésen vonuló tömeg visszatért a Kossuth térre, ahol azonban konfliktus alakult ki az Országházat védő rendőrökkel: egyes tüntetők megdobálták a rendőrsorfalat, amire a rendőrség könnygázas-gumibotos oszlatással reagált. Az eseményen legalább öt tüntetőt, köztük a Momentum alelnökét előállították. Az este során az EMMI épületénél, a Nyugati pályaudvarnál, az Oktogonon és a Király utcában is voltak kisebb-nagyobb összetűzések a tüntetők és a rendőrök között.
December 14-én Pécsett is tüntettek a Széchenyi téren a Momentum Mozgalom szervezésében, ahol Hadházy Ákos is felszólalt. Egyes tüntetők tojással dobálták meg a kormányzati médiaholdingba beolvasztott Dunántúli Napló épületét. Ugyanezen a napon Győrben és Budapesten is volt tüntetés. A fővárosi Kossuth téren az ellenzéki pártok képviselői mondtak beszédet.

### Események az MTVA székházánál

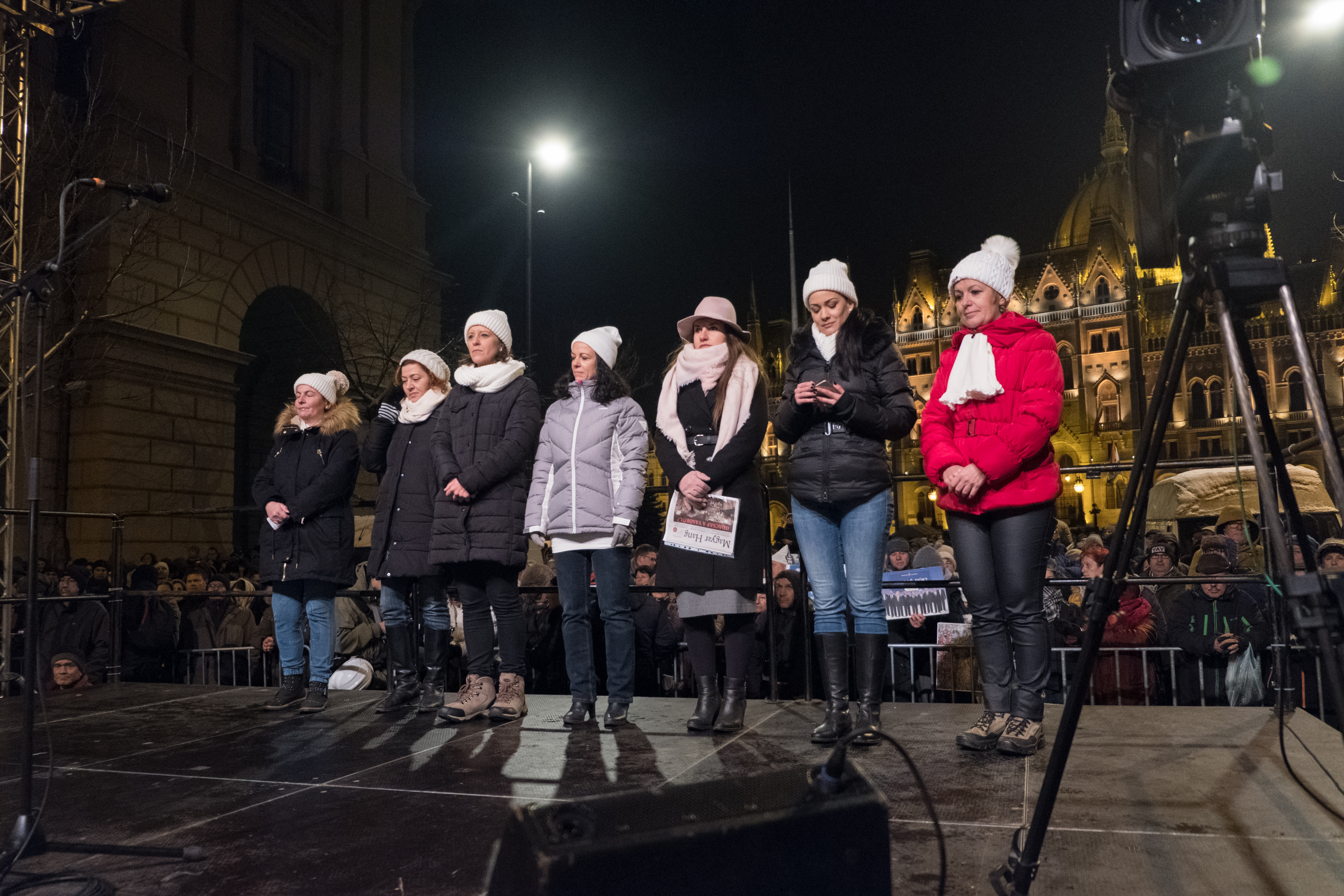
Fehérsapkás felszólalók a „Boldog karácsonyt, Miniszterelnök Úr!” címmel szervezett tüntetésen, 2018.12.16-án

2018. december 16-án Tárkányi Péter civil aktivista „Boldog karácsonyt, Miniszterelnök Úr!” címmel szervezett tüntetést, melyhez szakszervezetek és az ellenzéki pártok közül a Jobbik, az LMP, a Momentum, az MSZP, a DK és a Párbeszéd is csatlakozott. A tüntetés során a Hősök teréről a körülbelül 10-15 ezer fős tömeg együtt vonult át a Kossuth térre. A fővárosi eseményekkel párhuzamosan Debrecenben, Sopronban, Gyöngyösön, Szegeden, Békéscsabán, Győrben, Miskolcon és Veszprémben is kisebb-nagyobb megmozdulásokat szerveztek. A tüntetés hivatalos programja után az esti órákban a tömeg az MTVA Kunigunda utcai székháza felé vette az irányt, hogy beolvastassák a tüntetők 5 pontját a közmédiában. Az M1 honlapján beszámoltak a tüntetésről, azonban a székház előtt gyülekező tömegről nem. A körülbelül 2500 fős tüntető tömeg egyik része a megmozdulások során megdobálta a kirendelt rendőrség sorfalát, egy másik részük ugyanakkor arra kérte a dobálókat, hogy ne dobálják őket.

Este 9 körül lépett be az MTVA épületébe több ellenzéki képviselő között Hadházy Ákos. Több képviselő – Szél Bernadett, Varju László, Ujhelyi István, Korózs Lajos, Bősz Anett, Kepli Lajos, Kunhalmi Ágnes, Varga-Damm Andrea, Bana Tibor, Gréczy Zsolt, Tordai Bence – az eseményekről élő telefonos videóközvetítést adott; a Facebook live-ok nézőszáma esetenként a 40 000-et is meghaladta. A képviselők a 2012. évi XXXVI., az Országgyűlésről szóló törvényre hivatkoztak, mely szerint belépési joguk van a közintézménybe, hogy ott felelős szerkesztővel találkozzanak.
Az MTVA biztonsági főnöke nem tagadta meg a belépést, azonban a képviselők nem találkozhattak szerkesztővel. A stúdiók és a szerkesztőségi terek fegyveres őrrel való védelmét azzal indokolták, hogy a képviselők ezen területekre belépése a közintézmény rendeltetésszerű működését zavarná. 13 ellenzéki képviselő az éjszakát a székházban töltötte, hogy elérjék a tüntetők 5 pontjának beolvasását.
17-én reggel Hadházy és az MTVA-biztonságiak között dulakodás indult, majd eltávolították az épületből Hadházyt és Szél Bernadettet. Ők az ügyben feljelentést tettek. Az MTVA vezetője Óbuda jegyzőjénél birtokvédelmi eljárást kezdeményezett, amit a jegyző haladéktalanul el is indított.

### Az eset utóélete
A Központi Nyomozó Főügyészség 2019 januárjában bejelentette, hogy a történtek miatti ellenzéki feljelentéseket megvizsgálták, és elutasították, ugyanakkor az MTVA által tett feljelentések miatt ismeretlen tettes ellen nyomozást rendeltek el. A főügyészség szerint az ellenzéki képviselők nem hivatalos személyként jártak el, hanem kezdettől fogva a működés megzavarása volt a céljuk, így a biztonságiak is jogszerűen távolították el őket.
A jegyző birtokvédelmi határozatát a bíróság első fokon, 2019. szeptember 27-én elutasította. Az indoklás szerint a képviselők jogszerűen és jóhiszeműen léptek be majd maradtak benn az épületben, az pedig nem nyert igazolást, hogy jelenlétük miatt az állami média működése aránytalanul sérült volna.

## A tüntetők követelései

### A Momentum 5 pontja
A tüntetések során aktivizálódó Momentum 5 pontban foglalta össze az összellenzékinek nevezett tüntetéssorozat követeléseit, amelyek az alábbiak:
1. „A rabszolgatörvény azonnali visszavonását!  A magyar dolgozók kizsigerelése, kiszolgáltatottá tétele teljes mértékben elfogadhatatlan! Vonják vissza a szabálytalanul elfogadott rabszolgatörvényt!
2. Kevesebb rendőri túlórát! Egy rendőrt se kötelezzenek többre, mint az Európai Uniós maximum! Tartsa be a kormány a saját törvényeit! Értük is tüntetünk!
3. Független bíróságokat! Állítsák helyre az igazságszolgáltatás függetlenségét! Nem kérünk a Fidesz által irányított bírókból!
4. Európai Ügyészséget! Ha a kormány nem csatlakozik az Európai Ügyészséghez, az felér egy beismerő vallomással! Egy korrupciós ügy sem maradhat büntetlenül!
5. Független közmédiát! Nem akarunk több pártállami propagandahíradót látni! Követeljük a sajtószabadság helyreállítását és a felelősök, Papp Dániel azonnali leváltását!“[55]

### A szakszervezetek 4 pontja
A tüntetéssorozatot követő, meghirdetett országos sztrájkok céljait 2019 januárjában a szakszervezetek az alábbiak szerint határozták meg:
1. „Módosítsák a munka törvénykönyvét, hogy az a mostaninál sokkal jobban vegye figyelembe a munkavállalók érdekeit, a rabszolgatörvényként elhíresült túlóra szabályozást pedig vonja vissza a kormány!
2. Emeljék a minimálbért legalább két számjegyű mértékben, állítsák vissza a cafetériát, rendezzék a közszféra béreit!
3. Követeljük a sztrájkjog újraszabályozását, érdemi párbeszédet, előzetes egyeztetést a dolgozókat érintő törvények módosításánál!
4. Követeljük egy rugalmasabb nyugdíjba vonulási rendszer kidolgozásának követelményeit, a korengedményes nyugdíjak korszerűbb formában történő visszahozásától a megváltozott munkaképességű dolgozók tisztességes támogatásáig.”[56]

## A tüntetések jellege
A tüntetésről beszámoló újságcikkek (jobbára politikai állásponttól függetlenül) több újdonságot soroltak fel a korábbi (elsősorban a 2010 óta szervezett) ellenzéki tüntetésekhez képest.
- az ellenzék a korábbinál kezdeményezőbb szerepbe helyezkedett mind a parlamentben, mind az utcai megnyilvánulásaiban;
- a tüntetések a korábbiaknál (pl. a civil szervezetekért, illetve az internetadó ellen tartott demonstrációkhoz képest) számottevően hevesebbek;
- a rendőrség fellépése is erőteljesebb volt, gyakrabban nyúltak olyan eszközökhöz, mint a gumibotos oszlatás és a könnygáz.[57][58][59][60][61][62][63]

## Reakciók

### A kormányzat álláspontja
A kormányzati véleményt közvetítő médiafelületek egy része eleinte nem tartotta hangsúlyosnak a tüntetést, az Origo.hu a 12-i tüntetés idején nem tudósított arról. Más, a kormányzattal szimpatizáló híroldalakon (így a hirado.hu-n, a 888.hu-n, illetve a PestiSrácok.hu-n) kevés embert megmozgató, de erőszakos tüntetésekről számoltak be.
A kormányközeli sajtó egybehangzó véleménye szerint a tüntetéssorozatért meg nem nevezett Soros-szervezetek okolhatók. Gulyás Gergely, a miniszterelnökséget vezető miniszter a december 12-i tüntetést törvénytelennek nevezte, azt pedig keresztényellenesnek, hogy a tüntetők megrongálták a Kossuth téren felállított karácsonyfát és az ott elhelyezett, adománynak szánt szánkókat. Emellett úgy nyilatkozott, hogy „Soros György kitartottjai vettek részt a tüntetéseken.” Rogán Antal, a Miniszterelnöki Kabinetiroda vezetője szerint a tüntetések nem magánkezdeményezésből, hanem a Soros-hálózat közreműködésével és Soros György pénzéből szerveződtek. Orbán Viktor a Kossuth Rádióban némileg finomabban nyilatkozott, szerinte csak a tüntetők egy részét, a legagresszívabbakat, legaktívabbakat fizette Soros.

### Az MTVA reakciói
Az Médiaszolgáltatás-támogató és Vagyonkezelő Alap (MTVA) és dolgozói 94 esetben tettek feljelentést és bejelentést, mint sértettek az MTVA székházát ért december 16-i és december 17-i támadássorozat következtében.

### Külföldi reakciók
A tüntetéssorozat híre a 2018. december 12-i Kossuth téri tüntetéstől kezdve szerepelt nemzetközi jelentőségű internetes folyóiratok híranyagában, a kiemelt tartalmak közé azonban elsősorban a 16-i MTVA-székházi események miatt került.
A BBC Europe több tízezres, közösségi oldalakon szerveződő tömeg Orbán-ellenes tüntetéséről számolt be. A Guardian szerint Orbán jobboldali kormánya ritka és kitartó tüntetéssel szembesült az ellenzék által rabszolgatörvénynek nevezett túlóratörvény miatt, és tudósított Hadházy Ákos erőszakos eltávolításáról. Hadházy és Szél MTVA-székházból való kiutasításáról a Reuters is beszámolt, az esetről a New York Times és az Euronews videót is közölt, utóbbi folyóirat címlapon hozta a hírt. A francia Le Figaro és a Le Monde az elégedetlenség növekedéséről számolt be. A német Deutsche Welle címlapi hírében 15 000 tüntetőről tudósítottak. A Frankfurter Allgemeine „Stop, Viktátor” címmel videoriportot közölt, és az eseményekkel a Die Welt is foglalkozott. A Wall Street Journal részletesen bemutatta a túlóratörvény-tervezetet és a kiváltott ellenkezést. A Bloomberg a franciaországi sárga mellényes tüntetésekkel állította párhuzamba a magyarországi eseményeket, de megjegyezte, hogy Macronnal ellentétben Orbán és kormánya nem hátrál. Az amerikai közszolgálati NPR szerint „[Orbán] ultranacionalista pártja átszabta a választási rendszert, tönkretette a független média nagy részét, elzavart egy amerikai egyetemet, és közvetlenül a kormánynak elszámoló közszolgálati bíróságokat hoz létre, azonban ezek egyike sem zavarja úgy a magyarokat, mint a túlóratörvény.”